# Склабінський Подзамок
Склабінський Подзамок (словац. Sklabinský Podzámok) — село, громада округу Мартін, Жилінський край, регіон Турєц. Кадастрова площа громади — 27,15 км².
Населення 189 осіб (станом на 31 грудня 2018 року).

## Географія
Протікають Канторський потік і потік Водки.

## Історія
Склабінський Подзамок згадується 1258 року.

## Населення
| Рік:            | 1994. | 2004.    | 2014.   | 2024.   |
| --------------- | ----- | -------- | ------- | ------- |
| Кількість осіб: | 160   | 178      | 190     | 180     |
| Різниця:        |       | +11,25 % | +6,74 % | -5,26 % |

| Рік:            | 2023. | 2024.   |
| --------------- | ----- | ------- |
| Кількість осіб: | 184   | 180     |
| Різниця:        |       | -2,17 % |